# Okręg Saint-Jean-d’Angély
Okręg Saint-Jean-d’Angély (fr. Arrondissement de Saint-Jean-d’Angély) – okręg w zachodniej Francji. Populacja wynosi 52 100.

## Podział administracyjny
W skład okręgu wchodzą następujące kantony:
- Aulnay,
- Loulay,
- Matha,
- Saint-Hilaire-de-Villefranche,
- Saint-Jean-d’Angély,
- Saint-Savinien,
- Tonnay-Boutonne.